# ORESAMA
ORESAMA（オレサマ）は、ぽんと小島英也による日本の音楽ユニット。
ユニット名の由来は、高校時代のバンド名「オレサマ。」からの引用。ぽんによる命名で、「結構みんな控え目というか大人しかったので、ちょっとバンド名だけでもっていう感じで。願望も込めて(笑)。」と語っている。メジャーデビュー当初は「オレサマ。」という表記も使われていた。
アートワークは、イラストレーター「うとまる」によるものである。

## 来歴
長野県において、4人組バンド「オレサマ。」として活動を行い、県高校軽音楽演奏会で最優秀賞に選ばれた。上京後、大学入学1年目にユニットを結成。
2013年1月13日にSHIBUYA-AXにて行われた、ヤマハグループ主催の「The 6th Music Revolution JAPAN FINAL」にて「青春ランナー」が優秀賞を受賞した。
その後、YASHIBUへの出演など渋谷を中心にライブ活動を行い、2014年12月3日にシングル『オオカミハート』でVAPよりメジャーデビューを果たした。
VAPでのリリースは1stシングルと配信1曲で終了し、その後は音楽アプリ「nana」での活動やH△Gとのスプリットアルバムの発売など、音楽活動を継続。
2017年1月、小学館の幼児教室ドラキッズの公式数え歌「いちにさんドラキッズ」が公開。PVにはぽんが出演し、イラストは他の楽曲同様「うとまる」が手がけている。振り付けは竹中夏海が担当した。
2017年5月24日、TVアニメ『アリスと蔵六』オープニングテーマ「ワンダードライブ」で、ランティスより再メジャーデビューを果たす。
2022年5月5日、同年10月10日に行われる「ORESAMA ONEMAN LIVE “TREK TRUNK”」をもって一時活動休止する事を発表。

## メンバー
- ぽん（PON） - ボーカル、作詞
- 小島英也（HIDEYA KOJIMA） - ギター、プログラミング、作曲、編曲

高校時代は東京事変、JUDY AND MARY、アヴリル・ラヴィーンなどのコピーバンドをしていた。影響を受けたアーティストとして、ぽんはフジファブリック、小島はBUMP OF CHICKEN、ナイル・ロジャース、Earth, Wind & Fireなどを挙げている。
ぽんは「ONE III NOTES」へのボーカル参加や、アーティスト・声優への作詞提供、小島はDAOKOへの楽曲提供やCHRONICLE、「夢?」（TVアニメ「体操ザムライ」ED）でデビューした「はてな」での活動など、各々ソロ活動も行っている。

### サポートメンバー
- DJ・コーラス：MONICO
- ベース：夏海ルイ
- ベース・コントラバス：三浦光義（パレードパレード）
- キーボード：大松沢ショージ（パレードパレード）

## ディスコグラフィ

### シングル
|     | 発売日         | タイトル              | 規格品番   | オリコン 最高位 |
| --- | -------------- | --------------------- | ---------- | --------------- |
| 1st | 2014年12月3日  | オオカミハート        | VPCG-82325 | 155位           |
| 2nd | 2015年5月25日  | ドラマチック          | 配信限定   | -位             |
| 3rd | 2017年5月24日  | ワンダードライブ      | LACM-14609 | 69位            |
| 4th | 2017年7月26日  | Trip Trip Trip        | LACM-14622 | 69位            |
| 5th | 2017年10月25日 | 流星ダンスフロア      | LACM-14659 | 65位            |
| 6th | 2018年8月22日  | ホトハシル            | LACM-14792 | 129位           |
| 7th | 2019年4月24日  | OPEN THE WORLDS       | LACM-14857 | 86位            |
| 8th | 2020年4月15日  | CATCH YOUR SWEET MIND | EYCA-12928 | 46位            |
| 9th | 2020年10月14日 | Gimmme!               | LAPS-4000  | 47位            |

### アルバム
|        | 発売日         | タイトル       | 規格品番   | 規格品番   | オリコン 最高位 |  |
| 通常盤 | 発売日         | タイトル       | 初回限定盤 |            | オリコン 最高位 |  |
| ------ | -------------- | -------------- | ---------- | ---------- | --------------- |  |
| 1st    | 2015年12月2日  | oresama        | PUMP-0008  |            | 256位           |  |
| 2nd    | 2018年4月11日  | Hi-Fi POPS     | LACA-15715 | LACA-35715 | 27位            |  |
| 3rd    | 2021年10月27日 | CONTINEW WORLD | ANR-551    |            | -               |  |

### LIVE Blu-ray＋EP BOX
|        | 発売日        | タイトル   | 規格品番   | 規格品番 | オリコン 最高位 |  |
| 通常盤 | 発売日        | タイトル   | 初回限定盤 |          | オリコン 最高位 |  |
| ------ | ------------- | ---------- | ---------- | -------- | --------------- |  |
| 1st    | 2022年10月7日 | TREK TRUNK | 5SR-011    |          | -               |  |

### スプリットアルバム
| 発売日         | タイトル      | 収録曲                 |
| -------------- | ------------- | ---------------------- |
| 2016年12月21日 | H△G × ORESAMA | 綺麗なものばかり       |
| 2016年12月21日 | H△G × ORESAMA | Dreamin' Pops          |
| 2016年12月21日 | H△G × ORESAMA | 少女たちの終わらない夜 |

### 配信限定曲
| 発売日         | タイトル                       |
| -------------- | ------------------------------ |
| 2016年12月14日 | 絶対的 WINTER LOVE             |
| 2019年1月3日   | ワンダーランドへようこそ／秘密 |

### 映像商品
| 発売日       | タイトル                    | 規格         | 規格品番   |
| ------------ | --------------------------- | ------------ | ---------- |
| 2019年2月2日 | WELCOME TO WONDERLAND Vol.1 | Blu-ray Disc | LABZ-10001 |

## ミュージックビデオ
| 監督                  | 曲名                   |
| 佐伯雄一郎            | 「オオカミハート」     |
| 佐伯雄一郎            | 「ドラマチック」       |
| 佐伯雄一郎            | 「乙女シック」         |
| 佐伯雄一郎            | 「銀河」               |
| 佐伯雄一郎            | 「ホトハシル」         |
| 佐伯雄一郎            | 「OPEN THE WORLDS」    |
| 佐伯雄一郎            | 「Gimmme!」            |
| 佐伯雄一郎            | 「パラレルモーション」 |
| 荒船泰廣              | 「Trip Trip Trip」     |
| 荒船泰廣              | 「流星ダンスフロア」   |
| 荒船泰廣              | 「Hi-Fi TRAIN」        |
| 荒船泰廣、 佐伯雄一郎 | 「ワンダードライブ」   |
| 不明                  | 「「ねぇ、神様？」」   |

## タイアップ一覧
| 使用年 | 曲名                     | タイアップ                                                                              |
| ------ | ------------------------ | --------------------------------------------------------------------------------------- |
| 2014年 | オオカミハート           | TOKYO MXほかアニメ『オオカミ少女と黒王子』エンディングテーマ                            |
| 2016年 | 絶対的 WINTER LOVE       | GEO「ゲオのWINTERキャンペーンおうちをもっと楽しもう」TVCMソング                         |
| 2017年 | いちにさんドラキッズ     | 小学館の幼児教室ドラキッズ 数え歌                                                       |
| 2017年 | ワンダードライブ         | TOKYO MXほかアニメ『アリスと蔵六』オープニングテーマ                                    |
| 2017年 | 「ねぇ、神様？」         | 音楽アプリnanaプロモーションビデオテーマソング                                          |
| 2017年 | Trip Trip Trip           | テレビ東京系アニメ『魔法陣グルグル』前期オープニングテーマ                              |
| 2017年 | 流星ダンスフロア         | テレビ東京系アニメ『魔法陣グルグル』後期オープニングテーマ                              |
| 2018年 | ようこそパーティータウン | ロッテ雪見だいふくTwitter企画『雪見家の日常はほんわりで〆る』テーマソング               |
| 2018年 | ホトハシル               | BSスカパー!・アニマックスアニメ『ムヒョとロージーの魔法律相談事務所』エンディングテーマ |
| 2018年 | ホトハシル               | テレビ東京系『JAPAN COUNTDOWN』8月度オープニングテーマ                                  |
| 2019年 | OPEN THE WORLDS          | TOKYO MXほかアニメ『叛逆性ミリオンアーサー』第2シーズンオープニング主題歌               |
| 2019年 | OPEN THE WORLDS          | テレビ東京系『JAPAN COUNTDOWN』4月度オープニングテーマ                                  |
| 2020年 | CATCH YOUR SWEET MIND    | Webアニメ『ざしきわらしのタタミちゃん』主題歌                                           |
| 2020年 | Gimmme!                  | テレビ東京系アニメ『魔王城でおやすみ』エンディングテーマ                                |

## 楽曲提供
| 発売日         | タイトル                                                        | 収録曲                                                      | 備考                                                                                            |
| -------------- | --------------------------------------------------------------- | ----------------------------------------------------------- | ----------------------------------------------------------------------------------------------- |
| 2015年3月25日  | DAOKO『DAOKO』                                                  | かけてあげる 一番星 ぼく きみ                               | 作曲:小島英也・DAOKO、編曲:小島英也 編曲:小島英也                                               |
| 2015年7月15日  | 夢みるアドレセンス『サマーヌード・アドレセンス』                | ストロベリーサマー                                          | 作詞・編曲:ぽん、作曲:小島英也                                                                  |
| 2015年10月7日  | 吉澤嘉代子『秘密公園』                                          | 綺麗                                                        | 作曲:吉澤嘉代子・小島英也                                                                       |
| 2015年10月21日 | DAOKO『ShibuyaK / さみしいかみさま』                            | ShibuyaK さみしいかみさま ゆめみてたのあたし                | 作曲:DAOKO・小島英也、編曲:小島英也                                                             |
| 2016年9月14日  | DAOKO『もしも僕らがGAMEの主役で/ダイスキ with TeddyLoid/BANG!』 | もしも僕らがGAMEの主役で BANG!                              | 作曲:DAOKO・小島英也、編曲:小島英也                                                             |
| 2018年8月1日   | 上坂すみれ『ノーフューチャーバカンス』                          | アンチテーゼ・エスケイプ                                    | 作詞・作曲:ORESAMA、編曲:小島英也。                                                             |
| 2018年2月14日  | H△G『青色フィルム』                                             | ピリオドノック                                              | 作詞・作曲:ORESAMA、編曲:小島英也                                                               |
| 2018年4月25日  | TRUE『Lonely Queen’s Liberation Party』                         | サンドリヨン                                                | 作曲:小島英也                                                                                   |
| 2018年12月12日 | DAOKO『私的旅行』                                               | オイデオイデ                                                | 作曲:DAOKO・小島英也                                                                            |
| 2019年2月13日  | ゴクドルズ『IDOL Kills』                                        | ヴィーナス                                                  | 作詞・作曲:ORESAMA、編曲:小島英也                                                               |
| 2019年5月22日  | パーリィ☆フェアリィ『PEARLY×PARTY』                             | PEARLY×PARTY                                                | 作詞・作曲:ORESAMA、編曲:小島英也                                                               |
| 2019年10月9日  | DAOKO『DAOKO×ドラガリアロスト』                                 | CRASHER おにさんこちら ユートピア                           | 作曲:DAOKO・山口揚平・岡田ケイスケ・小島英也、編曲:小島英也 作曲:DAOKO・小島英也、編曲:小島英也 |
| 2020年3月18日  | 上田麗奈『Empathy』                                             | あまい夢                                                    | 作詞・作曲:ORESAMA、編曲:小島英也                                                               |
| 2020年10月7日  | 西山宏太朗『CITY』                                              | 真昼どきのステラ                                            | 作詞:ぽん                                                                                       |
| 2020年12月16日 | 樋口楓『AIM』                                                   | mìmì                                                        | 作詞:ぽん、作曲・編曲:伊藤賢                                                                    |
| 2021年7月21日  | 西山宏太朗『Laundry』                                           | ラストランデブー                                            | 作詞:ぽん                                                                                       |
| 2022年8月17日  | 『ウマ娘 プリティーダービー』WINNING LIVE 07                    | マーベラスサンデータイム☆★ / マーベラスサンデー(三宅麻理恵) | 作詞:ぽん、作曲・編曲:小島英也                                                                  |
| 2022年10月5日  | 上田麗奈『Atrium』                                              | 金魚姫                                                      | 作詞・作曲:ORESAMA、編曲:小島英也                                                               |
| 2022年10月12日 | 花譜×ORESAMA『CAN-VERSE』                                       | CAN-VERSE                                                   | 作詞:ぽん、作曲・編曲:小島英也                                                                  |
| 2023年3月22日  | TVアニメ『ツルネ -つながりの一射-』オリジナルサウンドトラック   | ぷりむろーど! / 佐瀬大悟と桐崎高校弓道部                    | 作詞:ぽん                                                                                       |